# 艾伯特·泰勒
艾伯特·泰勒（英語：Albert Taylor，1911年5月20日—1988年9月9日），加拿大男子赛艇运动员。他曾代表加拿大参加1932年夏季奥林匹克运动会赛艇比赛，获得男子八人单桨有舵手铜牌。